# Кубань (Липецкая область)
Куба́нь — деревня Княжебайгорского сельсовета Грязинского района Липецкой области.

## Описание
У западной окраины деревни расположена железнодорожная станция Байгора линии Грязи — Поворино. В деревне имеются средняя школа, детский сад, культурно-досуговый центр, сельская библиотека, почтовое отделение, фельдшерско-акушерский пункт и комбинат бытового обслуживания, а также памятник Ленину и зона сельскохозяйственного производства.

## История
Появилась предположительно в 1910-х годах как посёлок на территории Усманского уезда Тамбовской губернии, имел также название Полу́нино. По переписи 1926 года в посёлке Кубань (Полунина) Грязинской волости Липецкого уезда Тамбовской губернии в 10 дворах проживало 76 жителей (35 мужчин, 41 женщина). По спискам сельскохозяйственного налога на 1928/1929 годы в посёлке Средне-Лукавского сельсовета Грязинского района Козловского округа ЦЧО было 10 хозяйств и 79 жителей. В 1930-х годах вошёл в состав Княже-Байгорского сельсовета и стал центральной усадьбой совхоза «Правда».

## Население
| 1926 | 2010 | 2013 |
| ---- | ---- | ---- |
| 76   | ↗940 | ↘901 |

В 2002 году население деревни составляло 832 человека, русские (95 %). В 2010 году — 940 жителей (430 мужчин, 510 женщин).

## Известные уроженцы
- В Кубани в 1921 году родился Герой Советского Союза А. И. Полунин.